# Josef Cüppers
Josef Cüppers (* 9. Mai 1879 in Ratingen; † 18. Mai 1953 in Düsseldorf) war ein deutscher Rechtsanwalt.

## Werdegang
Cüppers wurde als Sohn des Rektors und Schriftstellers Adam Josef Cüppers geboren. Nach der Reifeprüfung an einem Düsseldorfer Gymnasium studierte er Rechtswissenschaften in München, Berlin und Bonn, wo er 1906 magna cum laude promovierte. Er war Mitglied der katholischen Studentenverbindungen KStV Arminia Bonn, KStV Askania Berlin und KStV Saxonia München.im KV.  Im November 1906 erhielt er die Zulassung als Rechtsanwalt beim Amts- und Landesgericht Düsseldorf. Nach dem Ersten Weltkrieg wurde er von der Reichsregierung als Verteidiger im ersten Kriegsverbrecherprozess bestellt.
In der Rechtsanwaltskammer Düsseldorf setzte er sich für seinen Berufsstand ein und war von 1919 an Mitglied des Vorstands. Während der Zeit des Nationalsozialismus war er in der Berufsausübung beschränkt und schied 1933 aus der Rechtsanwaltskammer aus. Nach Ende des Zweiten Weltkriegs war er ab 1945 Präsident der Anwaltskammer für den Oberlandesgerichtsbezirk Düsseldorf und in dieser Eigenschaft Vorsitzender des Strafrechtsausschusses der deutschen Rechtsanwaltskammern und des Deutschen Anwaltvereins. Zudem war er Vorsitzender des 2. Senats des Ehrengerichtshofs für Rechtsanwälte in der britischen Zone. Nach Gründung der Bundesrepublik war er 1949 Mitglied der Kommission für die Aufstellung des Entwurfes einer neuen Bundesrechtsanwaltsordnung. Der Bundestag berief ihn als Wahlmitglied in den Richterwahlausschuss für die Besetzung der Richterämter an den obersten Bundesgerichten.
-
Auf dem Gebiet des Rechtswesens war er publizistisch als Mitherausgeber der Neuen Juristischen Wochenschrift tätig. Von ihm stammt auch der Kommentar der Rechtsanwaltsordnung für die britische Zone.
1952 wurde er mit dem Großen Verdienstkreuz der Bundesrepublik Deutschland ausgezeichnet.

## Schriften
- Rechtsanwaltsordnung für die britische Zone mit ergänzenden Vorschriften. – München, Berlin: Biederstein, 1949